# Skyldig
Skyldig è una serie televisiva danese per ragazzi, andata in onda nel 2019 sul canale televisivo DR Ultra.

## Trama
Un edificio scolastico è stato dato alle fiamme. Il maggiore indiziato è Jonas, un allievo della scuola, sul cui cellulare è stato trovato il video dell'incendio con, in sottofondo, la sua voce e quella dei suoi due amici Signe e Kristian. Appare tuttavia che questi ultimi due fossero implicati in una transazione poco pulita con Andreas, il bullo della scuola, che aveva promesso loro i biglietti per partecipare ad un importante raduno concernente i social media, di cui essi erano appassionati, in cambio di una fotografia compromettente di Flora, che avrebbero dovuto scattare.
Nella vicenda gioca una parte importante anche Carla, un'altra allieva della scuola, soggetta ad atti di bullismo, e che, alla fine, verrà ritrovata legata all'interno dell'edificio in fiamme, e salvata in extremis.
Le indagini, ricche di risvolti tecnologici e implicanti i social network di cui i ragazzi fanno uso, vengono svolte all'interno del commissariato di polizia da Lars, il poliziotto che interroga tutti i principali implicati. Alla fine si scoprirà chi è stato l'autore materiale del crimine e chi i responsabili morali, i "colpevoli" ("skyldig").

## Personaggi

### Jonas
Allievo della suola, appare come il principale indiziato. Amico di Kristian e Signe, più avanti svilupperà un rapporto particolare con Carla, che lo aiuterà, con la sua abilità di hacker a contrastare i movimenti di Andreas, suo rivale e nemico, che egli giudica psicologicamente instabile, e come tale non esiterà a definire presso la polizia. Nel corso della vicenda si innamora di Flora, perdendo così l'amicizia di Carla.  

### Signe e Kristian
Appassionati di social media ed amici di Jonas, finiscono col distaccarsi da quest'ultimo man mano che i sospetti sulla sua implicazione sui misfatti aumentano.   

### Andreas
Andreas è il bullo della scuola, con Carla come principale sua vittima. Sbruffone e portato alla sopraffazione, è in rapporto di rivalità con Jonas, non soltanto a causa di Flora, ma anche in rapporto all'incendio della scuola, di cui giudica il compagno colpevole, come riferisce alla polizia. 

### Flora
È la fidanzata di Andreas, nonostante i dubbi che a volte le sorgono rispetto al comportamento del ragazzo. Amichevole anche nei confronti di Jonas, da cui tuttavia si allontana irrimediabilmente quando è convinta che sia lui ad aver scattato e diffuso una sua foto in cui veniva ritratta nuda.

### Carla
Carla è una ragazza chiusa e riservata, che ha ereditato dal padre defunto la predilezione per i Nirvana, la cui musica ascolta in cuffia mentre, solitaria, siede nell'atrio della scuola. Per queste sue caratteristiche è fatta oggetto di atti di bullismo in particolare da parte di Andreas. Nel corso della vicenda Carla sviluppa una predilezione per Jonas, nonostante il comportamento di quest'ultimo nei suoi confronti non sia stato sempre ineccepibile. Tratta in salvo dall'incendio, si sta riprendendo in una stanza d'ospedale, e i suoi interventi nella vicenda vengono trattati tramite flashback.

### Lars
È il poliziotto che, con pazienza e fermezza, interroga anzitutto Jonas ma anche gli altri ragazzi coinvolti.

## Colonna sonora
La sigla della serie, Skyldig, è eseguita da Lisa Englert e Xenia Englert.